# Suits : Avocats sur mesure
Pour les articles homonymes, voir Suits (homonymie).
Pearson
 Suits : Avocats sur mesure ou Suits: Les deux font la paire au Québec (Suits) est une série télévisée américaine en 134 épisodes de 42 minutes créée par Aaron Korsh, diffusée entre le 23 juin 2011 et le 25 septembre 2019 sur USA Network et depuis le 22 août 2011 sur Bravo! au Canada et rediffusée sur USA Network Canada depuis 1er janvier 2025.
En Suisse, la série est diffusée depuis le 5 août 2012 sur RTS Un, au Québec, depuis le 28 août 2012 sur AddikTV, en France, depuis le 1er avril 2013 sur Série Club et le  sur France 4,, et en Belgique, depuis le 11 avril 2014 sur RTL-TVI.
La série est disponible en intégralité sur les plateformes de vidéo à la demande Netflix et Apple TV ainsi que dernièrement sur Prime vidéo.
Une série dérivée, Pearson, sur le parcours politique de Jessica a débuté pendant la dernière saison de Suits et a été interrompue après une unique saison. Un autre spin-off, Suits: L.A., est annoncée en 2024 après que la rediffusion de la série originale sur Netflix et Peacock a connu un succès considérable en 2023.

## Synopsis
Mike Ross est un jeune homme brillant dont le rêve d'enfant était de devenir avocat, rêve brisé après que des imprévus l'eurent poussé à abandonner ses études. Intelligent et doté d'une mémoire eidétique, Mike subvient à ses besoins en passant des examens à la place d'autres personnes, en particulier des examens en droit.
Harvey Specter est quant à lui un des meilleurs négociateurs de New York, qui vient d'obtenir une promotion au sein du cabinet d'avocats Pearson Hardman : il est alors tenu d'engager un assistant. Sur la base d'un quiproquo, Harvey fait passer un entretien d'embauche à Mike. Il est particulièrement impressionné par les qualités du jeune homme et l'engage. Comme Mike n'a pas de diplôme en droit alors que la société Pearson Hardman embauche exclusivement des diplômés de Harvard, tous deux décident dès lors de mentir et prétendre que Mike est un ancien de l'école, même si cela les expose à des poursuites judiciaires si la vérité est découverte.
À son arrivée au cabinet, Mike est continuellement harcelé par Louis Litt, un rival de Harvey qui semble douter de ses références. Cependant, il peut compter sur l'amitié de Rachel Zane, une assistante juridique trop anxieuse pour passer l'examen du barreau, avec qui il développe une complicité.

## Distribution

### Acteurs principaux
- Gabriel Macht (VF : Lionel Tua) : Harvey Reginald Specter, associé gérant depuis Pearson Darby Specter, au sein du cabinet Zane Specter Litt Wheeler Williams
- Rick Hoffman (VF : Vincent Violette) : Louis Marlowe Litt, associé gérant depuis Pearson Specter Litt, au sein du cabinet Zane Specter Litt Wheeler Williams
- Patrick J. Adams (VF : Antoine Schoumsky) : Michaël "Mike" James Ross, associé junior (saisons 1 à 7 - invité saison 9)
- Meghan Markle (VF : Fily Keita) : Rachel Zane Ross, assistante juridique (saisons 1 à 7)
- Sarah Rafferty (VF : Marie Diot) : Donna Paulsen, secrétaire de Harvey, puis de Louis, puis directrice déléguée des opérations
- Gina Torres (VF : Annie Milon) : Jessica Pearson, associée gérant et fondatrice de Pearson Hardman jusqu'à Pearson Specter Litt (saisons 1 à 6 - récurrente saison 7)
- Amanda Schull (VF : Noémie Orphelin) : Katrina Bennett (saisons 8 et 9 - récurrente saisons 2 à 7)
- Dulé Hill (VF : Rody Benghezala) : Alex Williams (saisons 8 et 9 - récurrent saison 7)
- Katherine Heigl (VF : Charlotte Marin) : Samantha Wheeler (saisons 8 et 9)

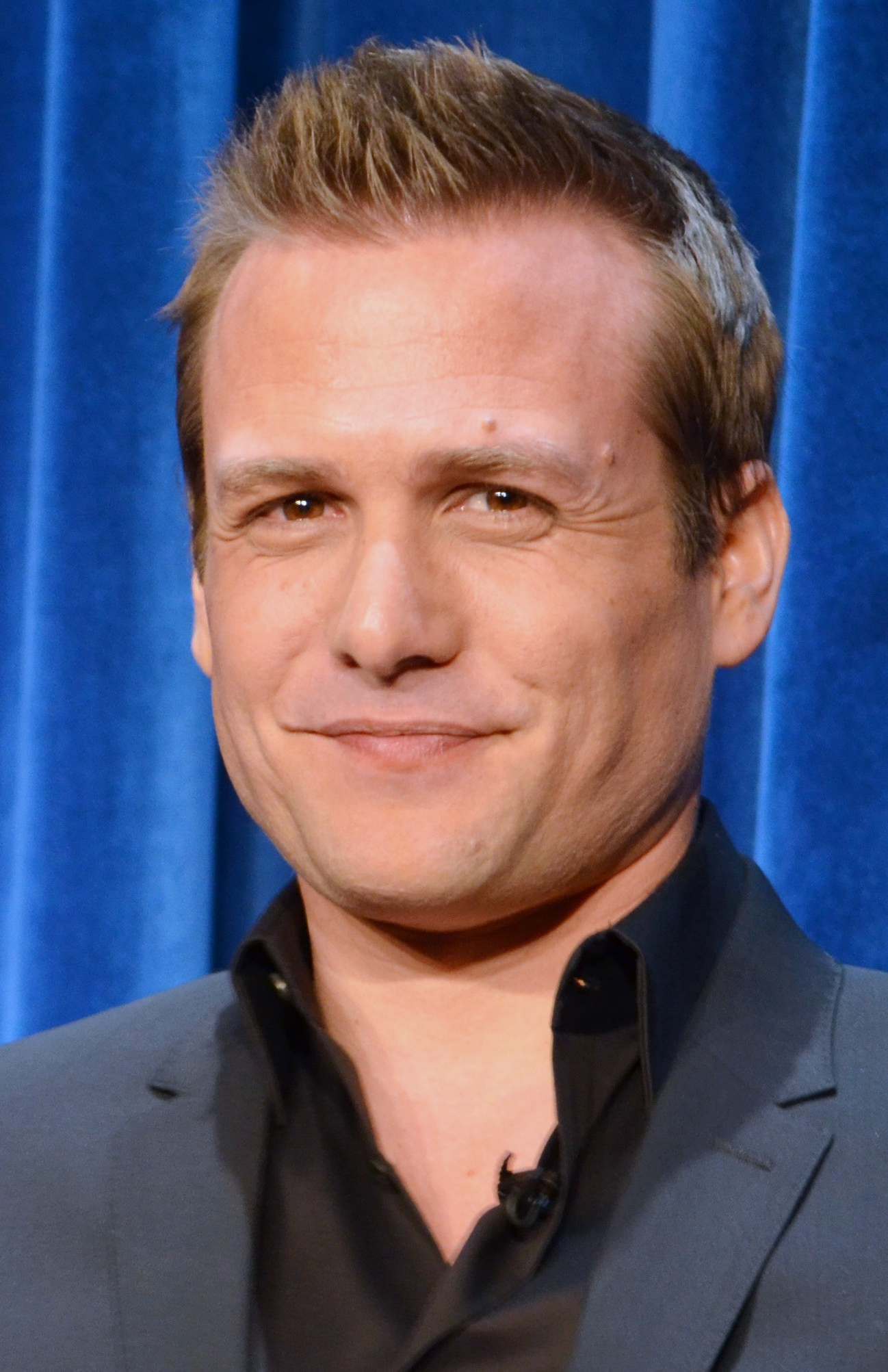
Gabriel Macht incarne Harvey Specter.
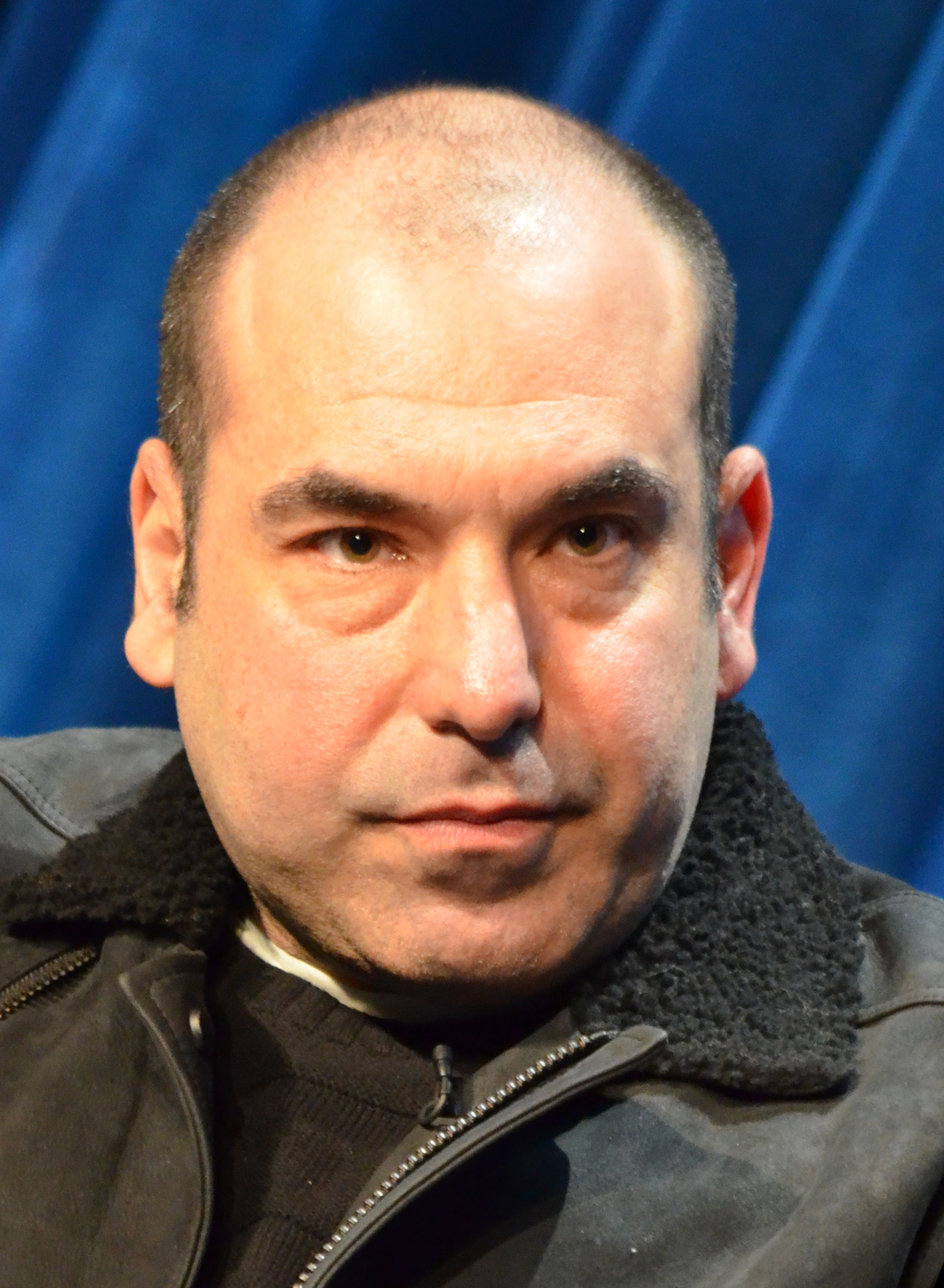
Rick Hoffman incarne Louis Litt.
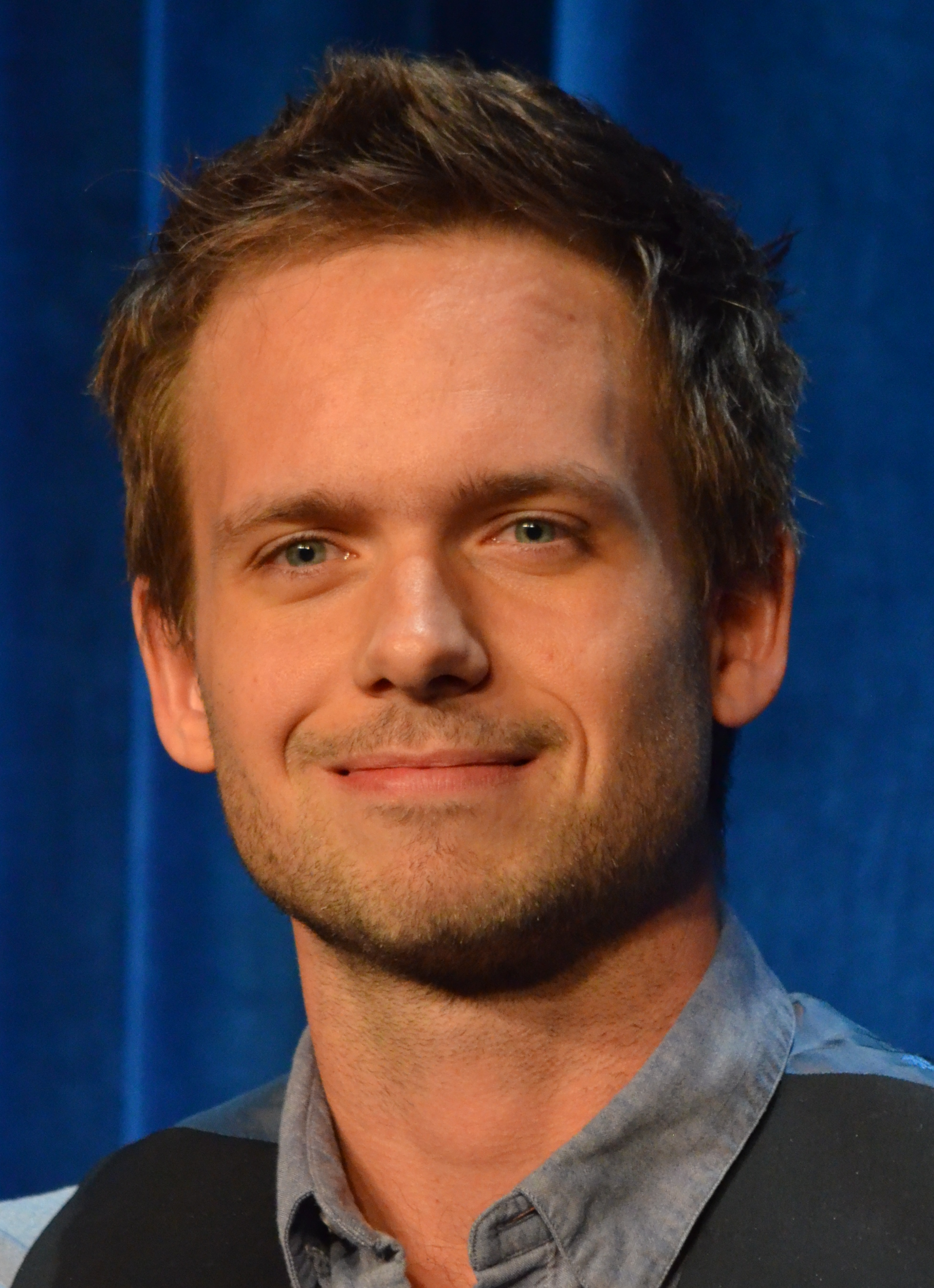
Patrick J. Adams incarne Mike Ross.
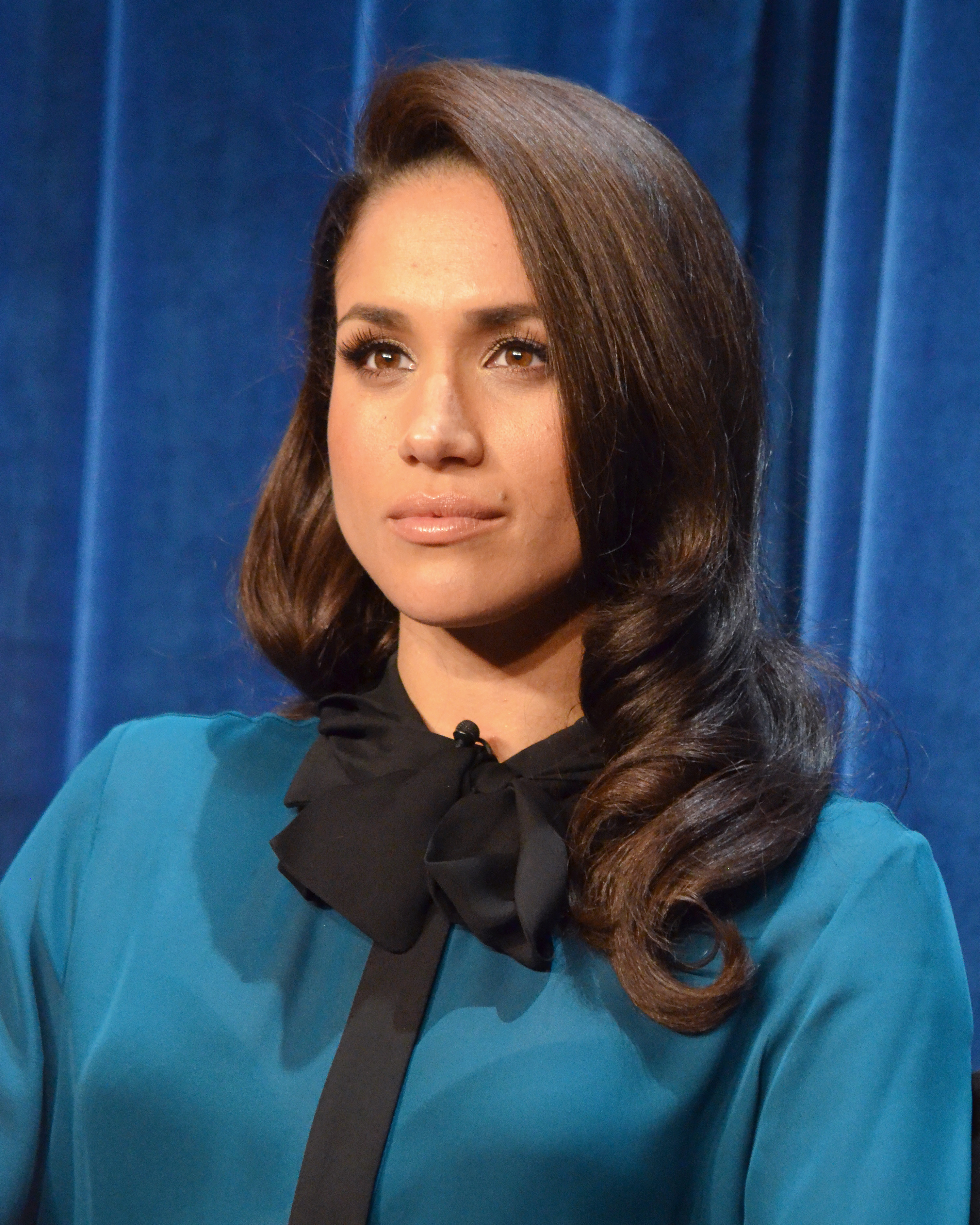
Meghan Markle incarne Rachel Zane Ross.
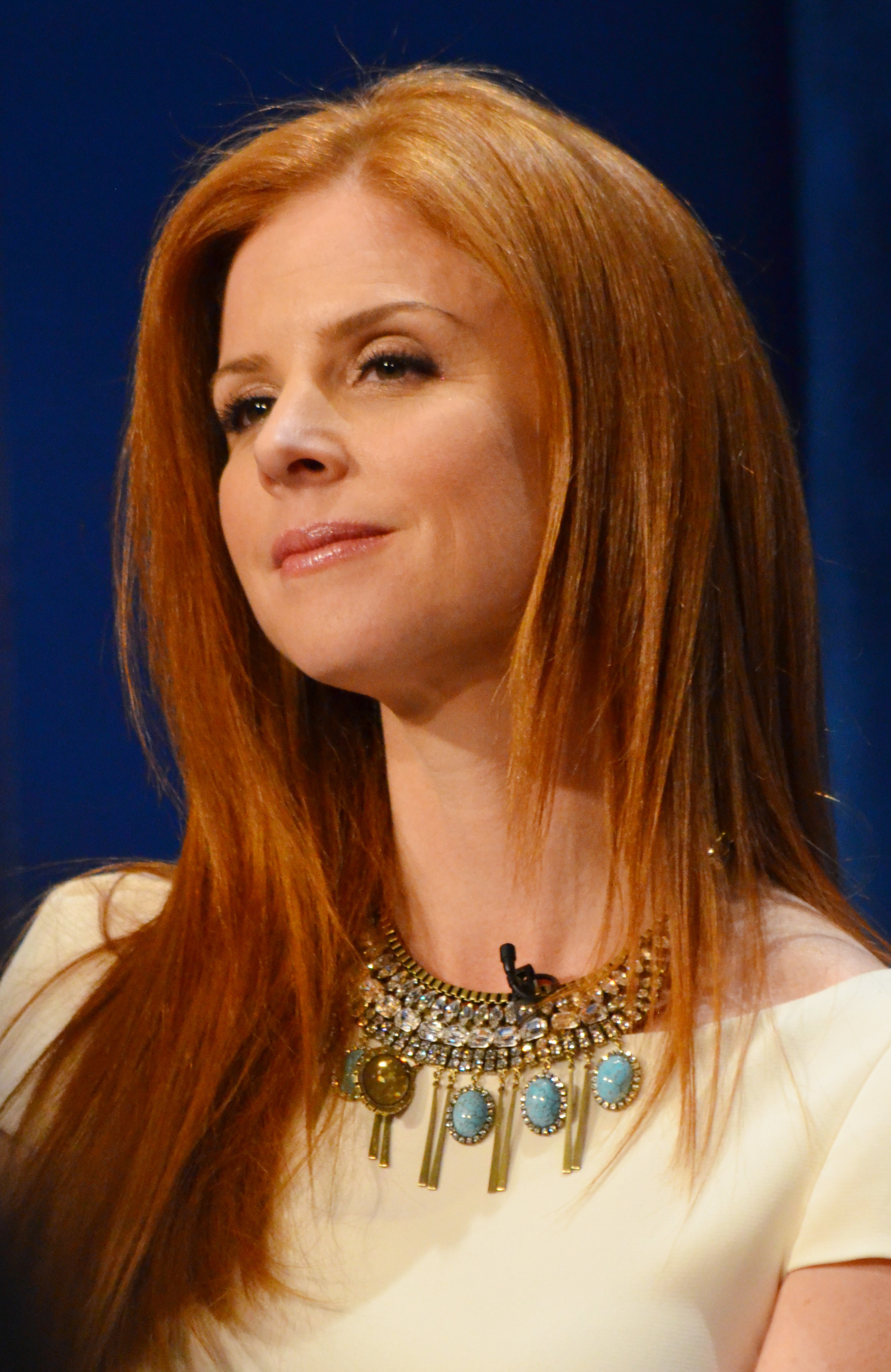
Sarah Rafferty incarne Donna Paulsen.
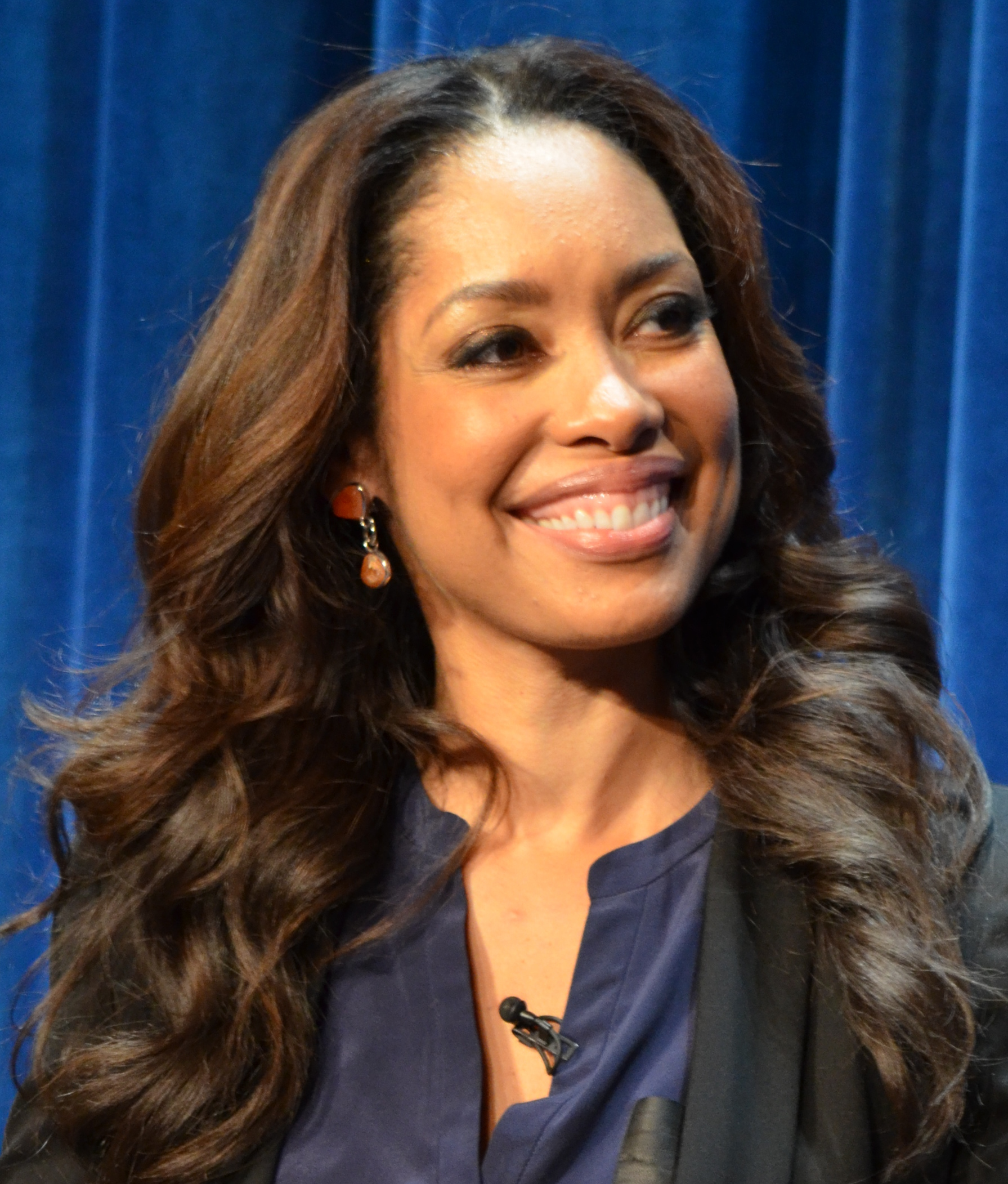
Gina Torres incarne Jessica Pearson.
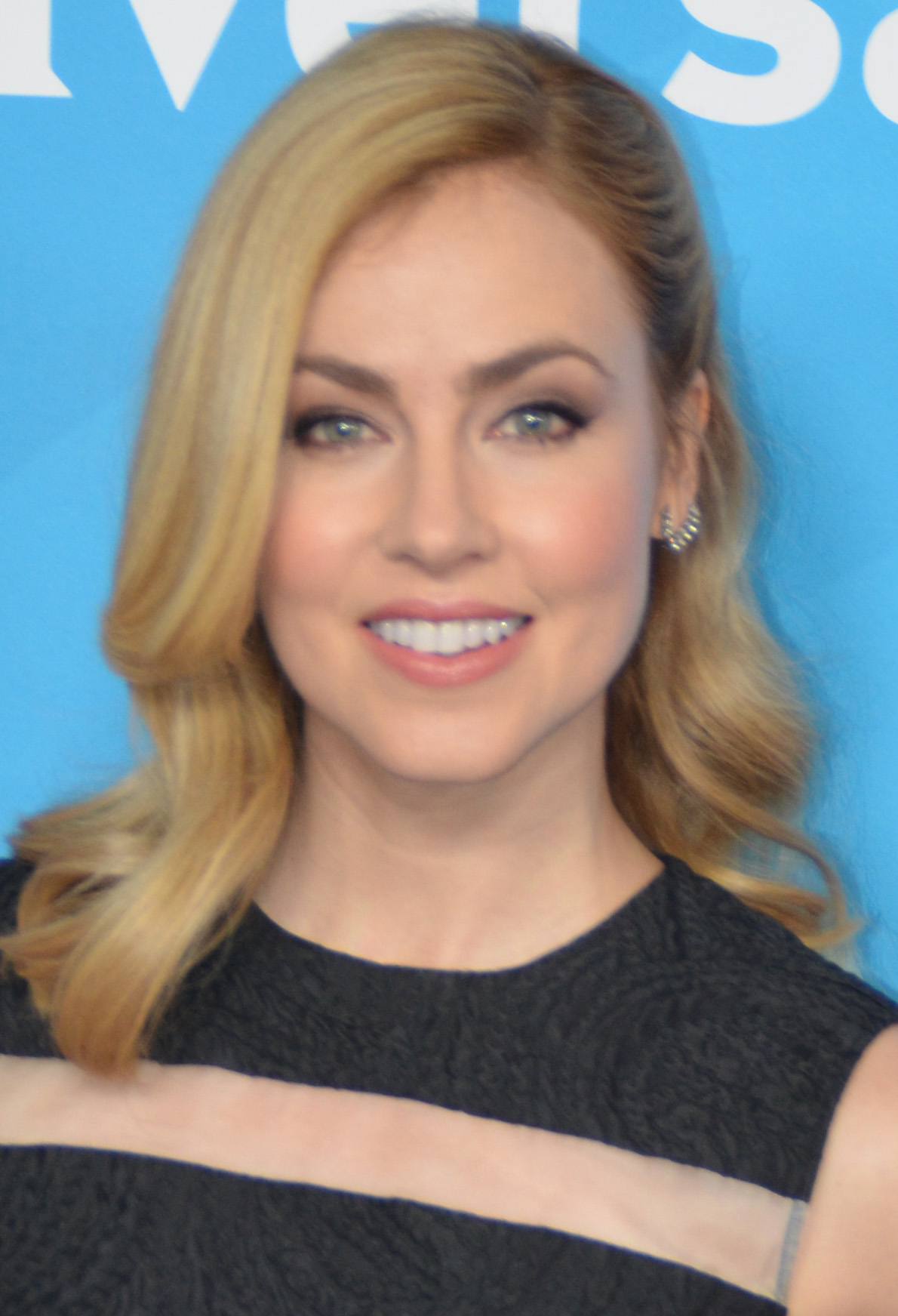
Amanda Schull incarne Katrina Bennett.
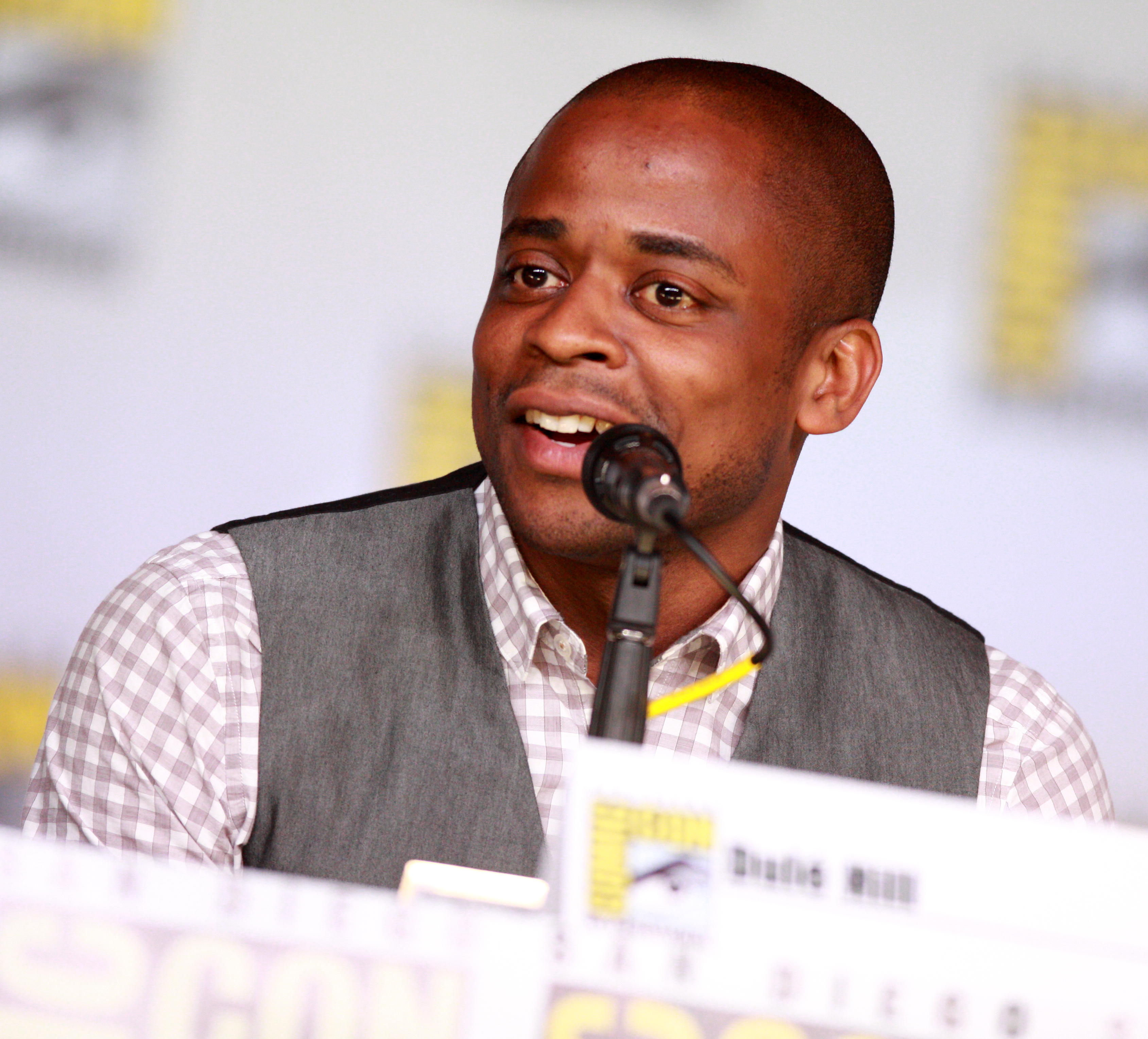
Dulé Hill incarne Alex William.
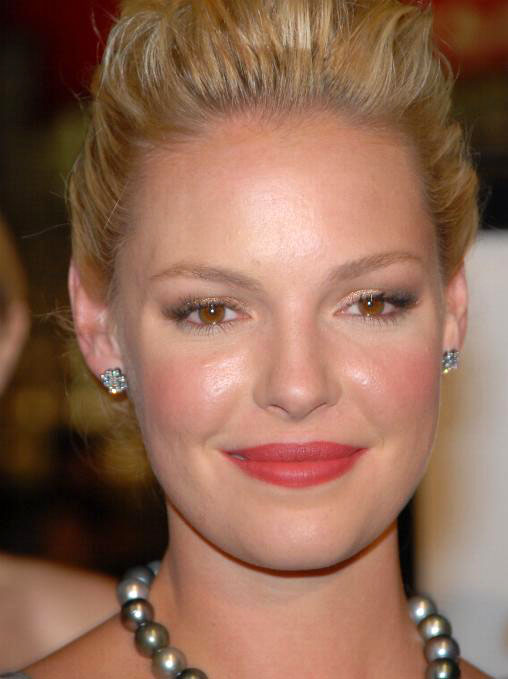
Katherine Heigl incarne Samantha Wheeler.

### Acteurs récurrents
- Tom Lipinski (VF : Mathias Kozlowski) : Trevor Evans (récurrent saison 1, invité ensuite)
- Vanessa Ray (VF : Marie-Eugénie Maréchal) : Jenny Griffith (saisons 1 et 2)
- Max Topplin (VF : Olivier Podesta) : Harold Gunderson (récurrent saisons 1 et 2, invité saisons 3, 5 et 9)
- Abigail Spencer (VF : Pamela Ravassard) : Dana Scott
- Eric Close (VF : Guillaume Lebon) : Travis Tanner
- Gary Cole (VF : Pierre Tessier) : Cameron Dennis (invité saison 1, récurrent saison 3)
- Rebecca Schull (VF : Régine Blaess) : Edith Ross, la grand-mère de Mike (saisons 1 et 2, invitée ensuite)
- David Costabile (VF : Michel Dodane) : Daniel Hardman (récurrent saison 2, invité saison 4, 5 et 8)
- Rachael Harris (VF : Sylvie Ferrari) : Sheila Sazs (depuis la saison 2)
- Wendell Pierce (VF : Frantz Confiac) : Robert Zane (depuis la saison 2)
- Conleth Hill (VF : Michel Prud'homme) : Edward Darby (saisons 2 et 3)
- Adam Godley (VF : Éric Legrand) : Nigel Nesbitt (invité saison 2, récurrent saison 3)
- Michelle Fairley (VF : Ninou Fratellini) : Ava Hessington (saison 3)
- Max Beesley (VF : David Krüger) : Stephen Huntley (saison 3)
- D. B. Woodside (VF : Jean-Louis Faure) : Jeff Malone[9] (saison 4, invité saison 5, 6 et 7)
- Brendan Hines (VF : Jean-Pierre Michaël) : Logan Sanders[9] (saison 4)
- Melanie Papalia (VF : Audrey Sablé) : Amy (saison 4)
- Brandon Firla (en) (VF : Bruno Méyère) : Jonathan Sidwell (saison 4, invité saison 5)
- Neal McDonough (VF : Philippe Vincent) : Sean Cahill (récurrent saison 4 et 6, invité saison 8 et 9)
- Eric Roberts (VF : Eric Peter) : Charles Forstman (saison 4, invité saison 5 et 9)
- Christina Cole (VF : Sybille Tureau) : Dr Paula Agard[10] (saison 5 et 7)
- John Pyper-Ferguson (VF : Laurent Mantel) : Jack Soloff (saison 5, invité saison 6 et 7)
- Aloma Wright (VF : Cathy Cerda) : Gretchen Bodinski (depuis la saison 5)
- Leslie Hope (VF : Véronique Augereau) : Anita Gibbs (saison 5, invitée saison 6 et 7)
- Paul Schulze (VF : Pierre-François Pistorio) : Frank Gallo (saisons 6 et 7)
- Malcolm-Jamal Warner (VF : Namakan Koné) : Julius Rowe (saison 6)
- Erik Palladino (VF : Maurice Decoster) : Kévin Miller (récurrent saison 6, invité saison 8 et 9)
- Ian Reed Kessler (VF : Thibaut Belfodil) : Stu Buzzini (récurrent saison 6, invité saison 7 et 8)
- Alan Rosenberg (en) (VF : Jean-François Lescurat) : William Sutter (saison 6)
- Carly Pope (VF : Véronique Volta) : Tara Messer (saison 6)
- Glenn Plummer (VF : Jean-Baptiste Anoumon) : Leonard Bailey (saison 6)
- Jordan Johnson-Hinds (VF : Eilias Changuel) : Oliver Grady (saisons 6 et 7)
- Ray Proscia (VF : Patrick Messe) : Dr Lipschitz (saison 7 et 8)
- Jake Epstein (VF : Simon Herlin) : Brian Altman (saison 8)
- Sasha Roiz (VF : Jean-Pascal Quilichini) : Thomas Kessler (saison 8)
- Denise Crosby (VF : Laurence Dourlens) : Faye Richardson (saison 9)

Version française réalisée par la société de doublage VF Productions,, sous la direction artistique de Barbara Delsol, ; adaptation des dialogues d'Émeline Perego, Daniel Danglard, Bili Redler et Perrine Dézulier.
 Source et légende : version française (VF) sur RS Doublage et Doublage Séries Database

## Production

### Tournage
L'action se déroulant à New York mais tournée à Toronto, des bannières d'entreprises canadiennes telles que Second Cup peuvent être aperçues à l'écran au cours de la première saison. Beaucoup d'images de New York ont été insérées au montage pour donner l'illusion que l'intrigue se déroule à New York.

#### Attribution des rôles
En janvier 2018, il est confirmé que Patrick J. Adams et Meghan Markle présents depuis la première saison quittent la série à la fin de la septième saison. Le même jour, l'acteur Dulé Hill, récurrent depuis la septième saison, obtient le statut de personnage principal pour la huitième saison.
En mars 2018, l'actrice Amanda Schull qui incarne de manière récurrente le personnage de Katrina Bennett depuis la saison 2 obtient le statut de personnage principal pour la huitième saison.

## Épisodes

### Première saison (2011)
Cette première saison, composée de douze épisodes, a été diffusée du 23 juin 2011 au 8 septembre 2011 sur USA Network, aux États-Unis.
1. Avocat à son insu / Une affaire de débutant (Pilot) (90 minutes)
2. Tous les coups sont permis (Errors and Omissions)
3. Le Moteur de la réussite (Inside Track)
4. Préserver sa vie privée (Dirty Little Secrets)
5. Il n’y a pas de cause perdue (Bail Out)
6. Un monde sans pitié (Tricks of the Trade)
7. Le Vrai-faux Procès (Play the Man)
8. Cas de conscience (Identity Crisis)
9. L'Épreuve de force (Undefeated)
10. Une vie de mensonge (The Shelf Life)
11. Les Règles du jeu (Rules of the Game)
12. Combat de chien / L'Affaire Clifford Danner (Dog Fight)

### Deuxième saison (2012-2013)
Le 11 août 2011, la série fut renouvelée pour une deuxième saison de seize épisodes diffusée du 14 juin 2012 au 21 février 2013 sur USA Network, aux États-Unis.
1. Sous pression (She Knows)
2. Le Choix (The Choice)
3. Le Nouveau Boss (Meet the New Boss)
4. Dissimulations (Discovery)
5. Point de rupture (Break Point)
6. Tapis ! (All In)
7. Coup dur (Sucker Punch)
8. Mise au point (Rewind)
9. Les Tricheurs (Asterisk)
10. Partir, revenir (High Noon)
11. Angles morts (Blind-Sided)
12. La Loi de la jungle (Blood in the Water)
13. Zane contre Zane (Zane vs. Zane)
14. Sous le feu de l'ennemi (He's Back)
15. Point stratégique (Normandy)
16. Sauver le soldat Mike (War)

### Troisième saison (2013-2014)
Le 12 octobre 2012, la série a été renouvelée pour une troisième saison de seize épisodes, diffusée à partir du 16 juillet 2013. La diffusion a marqué une pause, puis a repris le 6 mars 2014 pour les six derniers épisodes.
1. Question de loyauté (The Arrangement)
2. L'Enfant prodigue (I Want You to Want Me)
3. Affaire non classée (Unfinished Business)
4. Les Aveux d'Ava (Conflict of Interest)
5. L'Ombre d'un doute (Shadow of a Doubt)
6. Les Choix du passé (The Other Time)
7. Le Dossier Mikado (She's Mine)
8. Dernier Round (Endgame)
9. Mauvaise Foi (Bad Faith)
10. Une vie à deux ? (Stay)
11. Petits secrets entre amis (Buried Secrets)
12. Quand le masque tombe (Yesterday's Gone)
13. Specter contre Stemple (Moot Point)
14. Le Cœur a ses raisons (Heartburn)
15. L'Appel du large (Know When to Fold 'Em)
16. Sans issue (No Way Out)

### Quatrième saison (2014-2015)
Le 24 octobre 2013, la série a été renouvelée pour une quatrième saison de seize épisodes ; sa diffusion a débuté le 11 juin 2014.
1. Un, deux, trois, go ! (One-Two-Three Go...)
2. Sacrifier un pion pour la reine (Breakfast, Lunch and Dinner)
3. Perdant contre perdant (Two in the Knees)
4. L'Élève rencontre le maître (Leveraged)
5. Légal et discutable (Pound of Flesh)
6. Le Bon Soldat (Litt the Hell Up)
7. C'est fini (We're Done)
8. Plus dure sera la chute (Exposure)
9. Adieu Louis (Gone)
10. Échec à la reine (This is Rome)
11. Pearson, Specter, Litt (Enough Is Enough)
12. Qui respecte qui ? (Respect)
13. Une virée dans le passé (Fork in the Road)
14. Roulette russe (Derailed)
15. Retour de flamme (Intent)
16. Pas seulement belle (Not Just a Pretty Face)

### Cinquième saison (2015-2016)
Le 11 août 2014, la série a été renouvelée pour une cinquième saison de seize épisodes diffusée depuis le 24 juin 2015.
1. Un vent de panique (Denial)
2. Jalousie (Compensation)
3. La Guerre est déclarée (No Refills)
4. Arrangement à l'amiable (No Puedo Hacerlo)
5. Le Couteau sous la gorge (Toe to Toe)
6. Secret professionnel (Privilege)
7. Un coup de maître (Hitting Home)
8. Mea culpa (Mea Culpa)
9. Les Indésirables (Uninvited Guests)
10. Le Prix à payer (Faith)
11. Rien ne va plus (Blowback)
12. Coup de poker (Live to Fight)
13. Seul contre tous (God's Green Earth)
14. Self défense (Self Defense)
15. Course contre la montre (Tick Tock)
16. La 25e Heure (25th Hour)

### Sixième saison (2016-2017)
Le 1er juillet 2015, la série a été renouvelée pour une sixième saison de seize épisodes, diffusés à partir du 13 juillet 2016.
1. Aux problèmes (To Trouble)
2. Payer sa dette (Accounts Payable)
3. Renaissance (Back on the Map)
4. Une parenthèse (Turn)
5. Confiance (Trust)
6. Un château en Espagne (Spain)
7. Témoin clé (Shake the Trees)
8. Le Choix des armes (Borrowed Time)
9. Bras de fer (The Hand That Feeds You)
10. Une femme d'honneur (P.S.L.)
11. Le Jour d'après (She's Gone)
12. Les Retrouvailles (The Painting)
13. Prises de risque (Teeth Nose Teeth)
14. Sur la corde raide (Admission of Guilt)
15. Quid pro quo (Quid Pro Quo)
16. Tout ou rien (Character and Fitness)

### Septième saison (2017-2018)
Le 3 août 2016, la série a été renouvelée pour une septième saison de seize épisodes, diffusée en deux parties. La première à partir du 12 juillet 2017, et la deuxième à partir du 28 mars 2018.
La version française de la saison 7 sera diffusé à partir du 7 mai 2018 sur Série Club.
1. L'Heure du choix (Skin in the Game)
2. La Statue (The Statue)
3. Conflit d'intérêts (Mudmare)
4. Diviser pour mieux régner (Divide and Conquer)
5. Prise de conscience (Brooklyn Housing)
6. L'Impasse (Home to Roost)
7. Une question de respect (Full Disclosure)
8. Une dernière fois (100)
9. De vieilles connaissances (Shame)
10. Donna (Donna)
11. Les vérités qui blessent (Hard Truths)
12. Mauvais garçons (Bad Man)
13. Liaison fatales (Inevitable)
14. La voie est libre (Pulling the Goalie)
15. Dos au mur (Tiny Violin)
16. Good-bye (Good-Bye)

### Huitième saison (2018-2019)
Le 31 janvier 2018, la série a été renouvelée pour une huitième saison de seize épisodes, diffusée en deux parties. La première de dix épisodes depuis le 18 juillet 2018, et la deuxième à partir du 23 janvier 2019.
1. Le Bras Droit (Right-Hand Man)
2. Hiérarchie (Pecking Order)
3. Promesses, promesses (Promises, Promises)
4. Rentabilité au mètre carré (Revenue Per Square Foot)
5. De boue et d'eau fraîche (Good Mudding)
6. Thérapie de couple (Cats, Ballet, Harvey Specter)
7. Les Raisins de la colère (Sour Grapes)
8. Question de confiance (Coral Gables)
9. Dans la ligne de mire (Motion to Delay)
10. L'Affrontement (Managing Partner)
11. Remonter sur le ring (Rocky 8)
12. L'Adorée (Whale Hunt)
13. Chantage (The Greater Good)
14. Face à face (Peas in a Pod)
15. L'Appât (Stalking Horse)
16. Harvey (Harvey)

### Neuvième saison (2019)
Cette dernière saison de dix épisodes est diffusée depuis le 17 juillet 2019.
1. Coup pour coup (Everything's Changed)
2. Hors contrôle (Special Master)
3. Manipulations (Windmills)
4. À armes égales (Cairo)
5. Les deux font la paire (If the Shoe Fits)
6. Coûte que coûte (Whatever it Takes)
7. Sur la route du passé (Scenic Route)
8. Le Dilemme du prisonnier (Prisoner's Dilemma)
9. Le Pardon (Thunder Away)
10. Dernier coup de bluff (One Last Con)

## Accueil

### Critiques
Suits : Avocats sur mesure a reçu des critiques positives concernant Metacritic, la série détient un taux d’approbation de 91⁄100 avec le consensus de la saison 3 : « Même s’il est parfois trop verbeux, Suits stimule avec un drame tiré de la force des relations de ses personnages bien développés. »

### Audiences

#### Aux États-Unis
Lors de sa première diffusion, le pilote a obtenu une audience de 4,64 millions de téléspectateurs.
| Saison | Jour et horaire de diffusion (EST)                                                        | Nb. d'épisodes | Audiences       | Audiences                            | Audiences         | Audiences                            | Audience moyenne (en millions de télespectateurs) |
| Saison | Jour et horaire de diffusion (EST)                                                        | Nb. d'épisodes | Début de saison | Nb. de téléspectateurs (en millions) | Fin de saison     | Nb. de téléspectateurs (en millions) | Audience moyenne (en millions de télespectateurs) |
| ------ | ----------------------------------------------------------------------------------------- | -------------- | --------------- | ------------------------------------ | ----------------- | ------------------------------------ | ------------------------------------------------- |
| 1      | Jeudi 22 h                                                                                | 12             | 23 juin 2011    | 4,64                                 | 8 septembre 2011  | 3,47                                 | 4,99                                              |
| 2      | Jeudi 22 h                                                                                | 16             | 14 juin 2012    | 3,47                                 | 21 février 2013   | 3,20                                 | 3,60                                              |
| 3      | Mardi 22 h (16 juillet 2013 – 17 septembre 2013) Jeudi 21 h (6 mars 2014 – 10 avril 2014) | 16             | 16 juillet 2013 | 2,93                                 | 10 avril 2014     | 2,40                                 | 2,72                                              |
| 4      | Mercredi 21 h                                                                             | 16             | 11 juin 2014    | 2,50                                 | 20 août 2014      | 1,55                                 | 2,25                                              |
| 5      | Mercredi 21 h                                                                             | 16             | 24 juin 2015    | 2,13                                 | 2 mars 2016       | 1,71                                 | 2,01                                              |
| 6      | NC                                                                                        | 16             | 13 juillet 2016 | 1,85                                 | 1er mars 2017     | 1,13                                 | 1,74                                              |
| 7      | NC                                                                                        | 16             | 12 juillet 2017 | 1,40                                 | 25 avril 2018     | 1,07                                 | 1,30                                              |
| 8      | NC                                                                                        | 16             | 18 juillet 2018 | 1,27                                 | 27 février 2019   | 0,74                                 | 1,02                                              |
| 9      | NC                                                                                        | 10             | 17 juillet 2019 | 1,04                                 | 25 septembre 2019 | 0,86                                 | 0,98                                              |

Légende :
- Plus hauts chiffres d'audience
- Plus bas chiffres d'audience

## Distinctions

### Récompenses
- NHMC Impact Awards 2013 :
  - Meilleure performance exceptionnelle dans une série télévisée pour Gina Torres
- 33e cérémonie des Imagen Awards :
  - Meilleure actrice dans un second rôle dans une série dramatique pour Gina Torres

### Nominations
- 18e cérémonie des Screen Actors Guild Awards :
  - Meilleur acteur dans une série dramatique pour Patrick J. Adams
- ALMA Awards 2012 :
  - Meilleure actrice dans un second rôle dans une série dramatique pour Gina Torres
- 28e cérémonie des Imagen Awards :
  - Meilleure actrice dans un second rôle dans une série dramatique pour Gina Torres
- TV Guide Award 2014 :
  - Meilleure série dramatique
- 41e cérémonie des People's Choice Awards :
  - Meilleure série comique-dramatique préférée
- 42e cérémonie des People's Choice Awards :
  - Meilleure série fantastique de câble préférée
- 46e cérémonie des NAACP Image Awards :
  - Meilleure direction dans une série dramatique pour Anton Cropper

## Séries dérivées et renouveau

### Pearson(2019)
Le travail de Gina Torres est progressivement reconnu : nommée pour le prix de la meilleure actrice de télévision dans un second rôle aux ALMA Awards (2012) et aux Imagen Awards (2012 et 2017), elle remporte le prix aux Imagen Awards en 2018. Une série dérivée, Pearson, centrée sur le personnage que Torres continue d'incarner, est envisagée. En août 2017, il est confirmé que le pilote de la série sera diffusé au cours de la septième saison de Suits. Pearson connaît finalement une saison de 10 épisodes en 2019 mais, échouant à trouver son public, n'est pas renouvelée. Torres est cependant nommée pour l'Imagen Awards 2019 de la meilleure actrice à la télévision pour son rôle.

### 2023: rediffusion, succès et nouvelle série dérivée
En 2023, les 134 épisodes de Suits sont rediffusés sur Netflix et Peacock et deviennent la première série regardée aux Etats-Unis, cumulant près de 60 millliards de minutes de visionnage et détrônant The Office. Le succès inattendu et spectaculaire de cette reprise déclenche la production d'un premier spin-off avec une nouvelle distribution.
Un second spin-off, Suits: L.A., sera diffusé en 2025.